# Cadillac ELR
O Cadillac ELR é um automóvel coupé híbrido plug-in desenvolvido pela General Motors. O modelo conceitual foi apresentado pela GM na edição de 2009 do NAIAS como Cadillac Converj. O ELR incorpora o sistema de propulsión elétrica e baterias do Chevrolet Volt.
A versão de produção foi apresentada no NAIAS de 2013, e a produção está programada para iniciar em dezembro de 2013 na Planta de Ensamble Detroit/Hamtramck Assembly da General Motors. O preço base do ELR é de US$75.995 antes de aplicar os incentivos fiscais disponíveis do governo federal (até US$7.500) e alguns estados. As vendas começaram nas maiores cidades dos Estados Unidos em dezembro de 2013. Também está a venda no Canadá.